# Enrique da Silva
Enrique Alexander da Silva Briceño (1º novembre 1976) è un ex schermidore venezuelano.

## Palmarès
In carriera ha conseguito i seguenti risultati:
- Giochi Panamericani:

Winnipeg 1999: bronzo nel fioretto a squadre.
Santo Domingo 2003: argento nella spada a squadre e bronzo fioretto a squadre.